# سیارک ۱۶۷۴
سیارک ۱۶۷۴ (به انگلیسی: 1674 Groeneveld، نامگذاری:1938DS) هزار و ششصد و هفتاد و چهارمین سیارک کشف شده‌است که در ۷ فوریه ۱۹۳۸ و در هایدلبرگ کشف شد.
قدر مطلق سیارک برابر ۱۱٫۰۶ است.